# Jason Chimera
Jason Chimera (Edmonton, 2 maggio 1979) è un hockeista su ghiaccio canadese.

## Palmarès

### Mondiali
- 2 medaglie:
  - 1 oro (Mosca 2007)
  - 1 argento (Halifax 2008)

### Mondiali giovanili
- 1 medaglia:
  - 1 argento (Winnipeg 1999)